# Кристс Нејландс
Кристс Нејландс (лет. Krists Neilands; Кулдига, 18. август 1994) летонски је бициклиста који тренутно вози за UCI про тур тим — Израел—премијер тех. Освојио је двапут првенство Летоније у друмској вожњи и једном у вожњи на хронометар. По једном је освојио Гран при де Валоније и Тур де Хонгри трке.

## Каријера
Током јуниорске каријере освојио је двапут првенство Летоније у вожњи на хронометар и једном у друмској вожњи. Професионалну каријеру почео је 2017. када је освојио првенство Летоније у друмској вожњи и остварио је побједу на последњој етапи трке Тур д’Азербејџан. Године 2018. возио је Милано—Санремо, гдје је напао у финишу на успону Пођо ди Санремо, заједно са Винченцом Нибалијем, али је отпао од њега, достигла га је група и завршио је на 23 мјесту, пет секунди иза Нибалија. Током 2018. возио је своју прву гранд тур трку — Ђиро д’Италију, коју је завршио на 73 мјесту у генералном пласману. Године 2019. освојио је Тур де Хонгри трку, уз двије етапне побједе и освојену брдску класификацију, а освојио је и Тур де Валоније класик, двије секунде испред Јаспера Стојвена. Вуелта а Астуријас трку је завршио на другом мјесту у генералном пласману, два минута иза Ричарда Карапаза, док је Тур оф Норвеј завршио на трећем мјесту у генералном пласману, 19 секунди иза Алексеја Луценка, уз освојену класификацију за најбољег младог возача.
Године 2020. возио је Тур де Франс, гдје је на четвртој етапи био у бијегу и добио је награду за најагресивнијег возача на етапи. Године 2021. завршио је Гран при Мигел Индураин класик на шестом мјесту, 21 секунду иза Алехандра Валвердеа. Године 2022. завршио је првенство Летоније у вожњи на хронометар на другом мјесту, 58 секунди иза Томса Скујинша, а Тур де Хонгри је завршио на седмом мјесту у генералном пласману, 43 секунде иза Едија Данбара.
Године 2023. завршио је Гран при ла Марсељеза класик на петом мјесту, у осмочланој групи која је дошла на циљ минут и 15 иза Нилсона Паулеса. Првенство Летоније у вожњи на хронометар завршио је на другом мјесту, 24 секунде иза Скујинша, а првенство у друмској вожњи завршио је такође на другом мјесту, два минута иза Емилса Лиепинша. У јулу је возио Тур де Франс, гдје је на десетој етапи био у бијегу, одакле је напао на 54 km до циља, што нико није пратио, а достигнут је на 3 km до циља. Са њим су заједно на циљ дошли Пељо Билбао, Естебан Чавез, Џорџ Цимерман и Бен о Конор; Билбао је побиједио у спринту, а Нејландс је завршио на четвртом мјесту и добио је награду за најагресивнијег возача на етапи.

## Резултати на тркама

### Резултати на гранд тур тркама
| Гранд тур трке  | 2018. | 2019. | 2020. | 2021. | 2022. | 2023. | 2024. |
| --------------- | ----- | ----- | ----- | ----- | ----- | ----- | ----- |
| Ђиро д’Италија  | 73    | 100   | —     |       | —     | —     |       |
| Тур де Франс    | —     | —     | 85    | —     | 79    | 50    |       |
| Вуелта а Еспања | —     | —     | —     | —     | —     | —     |       |

| — | Није учествовао |
|   | Није завршио    |